# Novosibirsk
Novosibirsk (russisk: Новосибирск, tr. Novosibirsk) er med sine 1.633.851 (2024) indbyggere den tredjestørste by i Rusland efter Moskva og Sankt Petersborg. Byen blev grundlagt i 1893  som det fremtidige sted, hvor Den transsibiriske jernbane ad en bro skulle krydse den store flod Ob. Byen er det administrative center i regionen Novosibirsk oblast og den største by i Sibirien samt hovedby i Sibiriske føderale distrikt.

## Geografi
Byen ligger øst for Uralbjergene på den sydlige del af Vestsibiriske slette på begge sider af floden Ob i tidszonen UTC +7 (MSK +4). Mod syd ligger Ukok-plateauet, som er en del af området De gyldne bjerge i Altaj, der er optaget på UNESCOs Verdensarvsliste. Novosibirsk ligger på overgangen mellem mellem skov og steppeområder. Venstrebred af Ob er flad, mens højre bred er kendetegnet af et antal bakker, kamme og kløfter, der er overgangen til bjerget Salairkammen.
Novosibirsk ligger ca. 3.375 km østsydøst for Moskva.

### Klima
Vejrmæssigt har Novosibirsk ligesom vejret i resten af Sibirien, klar himmel, meget solskin og vintertemperaturer langt under frysepunktet. Årsagen til de lave temperaturer er fraværet af et nærliggende hav, og Uralbjergene, der spærrer for at de atlantiske luftmasser når Sibirien, samt manglen på høje bjerge, der kunne have tilbageholdt de kolde arktiske vinde, der kommer fra nord. Efter Ürümqi, Kina, er Novosibirsk den storby i verden, der har længst til havet.
Novosibirsk har tempereret fastlandsklima med sneklædte kolde vintre og varme somre. Den koldeste måned er januar med en gennemsnitstemperatur på -16,5 °C, den laveste temperatur i januar, -51,1 °C, blev registreret i 1915, den varmeste måned er juli med en gennemsnitstemperatur på +19,4 °C, det højeste temperatur i juli, 41,1 °C, blev registreret i 2014. Den gennemsnitlige årstemperatur er +1.7 °C. Den gennemsnitlige årlige nedbør er 460 mm.

## Historie
Byen blev grundlagt i 1893 under navnet Ново-Николаевск (tr. Novo-Nikolajevsk, dansk: ~ Nikolajs nye by) efter Sankt Nikolas eller den dengang herskende tsar Nikolaj II som fremtidigt stop på den Transsibiriske jernbane, hvor den skulle krydse floden Ob. Jernbanebroen åbnede i 1897. Det blev et vigtigt jernbaneknudepunkt tidligt i 1900-tallet, da den nye jernbane, der forbandt Sibirien med Centralasien og Det Kaspiske Hav, åbnede.
Da broen over Ob åbnede, havde byen ca. 7.800 indbyggere. Herefter voksede byen hurtigt, til den i 1907 havde ca. 47.000 indbyggere. I 1915 blev Sankt Nikolaja kirke opført som et symbol på det geografiske centrum af Det russiske kejserrige for at markere 300-året for Romanov-dynastiet. Ved Oktoberrevolutionen havde byen ca. 80.000 indbyggere og var centrum for en betydelig handel, industri- og landbrugsproduktion.
Den Russiske borgerkrig krævede mange ofre i byen, bl.a. på grund af flere tyfus- og koleraepidemier, og broen over Ob blev sprængt i luften. I december 1917 blev byen overtaget af et "sovjetisk arbejder- og soldaterråd", men i maj 1918 blev byen erobret af De tjekkoslovakiske legioner, der var allieret med De Hvide. Byen blev genindtaget af Den Røde Hær i 1919, men frem til 1921 foregik kampe om byen og oblasten mellem de røde og kontrarevolutionære undergrundselementer i området.
Rekonstruktionen af den ødelagte by blev indledt i 1921 under Lenins ny økonomiske politik. Den fik sit nye navn, Novosibirsk, i 1926 (dansk: ~ Den nye by i Sibirien).
Under Sovjetunionens industriliaseringpolitik udviklede byen sig fra at være handels- og landbrugscentrum til en af de største industribyer i Sibirien. Adskillige store kombinater fik hjemsted i byen, herunder flere støberier. Fra 1932-33 under Den Store Hungersnød flyttede mere end 170.000 flygtninge til byen, hvor de bosatte sig i primitive barakbyer.
Byen fik sporvogn i 1954 og var da den største by i Sibirien med 287.000 indbyggere. Et stort vandkraftværk ved Ob blev anlagt i denne periode – dette gav anledning til, at Ob før dæmningen nu er en stor sø.
Ca. 30 km syd for Novosibirsk ligger videnskabsbyen Akademgorodok, der blev opført i 1957.
I 1962 nåede befolkningstallet 1 million. På det tidspunkt var det verdens yngste by med mindst 1 million indbyggere. I 1979 påbegyndte man konstruktion af metroen, som åbnede i 1985.

## Økonomi
Novosibirsk er en vigtig industriby. De vigtigste industrier i Novosibirsk er forsvarsindustrien, flyproduktion (Chkalov flyfabrikken, et datterselskab af Sukhoi), maskinteknik ("Sibelektrotjaschmasch"-fabrikken), landbrugsmaskiner ("Sibselmasch"-fabrik), metallurgi (jern- og metalindustri), elektriske og elektroniske komponenter, kemisk og farmaceutisk industri, let- og fødevareindustri og produktion af byggematerialer. Teleselskab "Sibirtelecom" havde, indtil "Rostelecoms" overtagelse, hovedkontor i Novosibirsk. I Akademgorodok og Koltsovo forsøger at udvide it-branchen. Flere små og mellemstore softwarevirksomheder udvikler programvarer til Rusland, Europa og Amerika.
Novosibirsk får vedvarende energi fra vandkraftværket ved Ob-floden. Imidlertid har byen stadig flere kulkraftværker for at sikre forsyningen med el og varme.

## Kultur og seværdigheder
Der er i Novosibirsk teatre, museer, gallerier, opera og ballet. Da byen er ung, findes der ikke gamle bygninger, men der er Aleksander Nevski Kirke fra 1898, St. Nikolaj Kapellet, broerne over Ob bl.a. Kommunalnyi Most og eksempler på klassisk socialistisk byggestil samt parker.

## Venskabsbyer
Novosibirsk er venskabsby med:
| - Jerevan, Armenien - Varna, Bulgarien - Minsk, Hviderusland - Sapporo, Japan | - Shenyang, Kina - Mianyang, Kina - Osj, Kirgisistan - Orjol, Rusland | - Daejeon, Sydkorea - Tiraspol, Transnistrien - Kharkiv, Ukraine - / Sevastopol, Ukraine/Rusland | - Minneapolis, USA - Saint Paul, USA |

## Personer med tilknytning til Novosibirsk
| - Vladislav Bobrik, russisk cykelrytter - Aleksandr Karelin, russisk bryder | - Sergej Tatevosjan, russisk bokser |